# Mario Savio
Pour les articles homonymes, voir Savio.
Mario Savio, né le 8 décembre 1942 à New York et mort le 6 novembre 1996 à Sebastopol, est un activiste politique américain, membre notable du Free Speech Movement.

## Biographie
Il est surtout connu pour ses discours passionnés, en particulier celui où il demande de « mettre votre corps sur les engrenages » (put your bodies upon the gears) donnée sur la Sproul Plaza (en) de l'université de Californie à Berkeley le 2 décembre 1964.
Il est un symbole du début du mouvement de contre-culture des années 1960.